# Stazione meteorologica di Monzuno
La stazione meteorologica di Monzuno è la stazione meteorologica di riferimento relativa alla località di Monzuno.

## Coordinate geografiche
La stazione meteorologica si trova nell'Italia nord-orientale, in Emilia-Romagna, in provincia di Bologna, nel comune di Monzuno, a 620 metri s.l.m. e alle coordinate geografiche 44°16′N 11°16′E.

## Dati climatologici
In base alla media trentennale di riferimento 1961-1990, la temperatura media del mese più freddo, gennaio, si attesta a +1,6 °C; quella del mese più caldo, luglio, è di +21,0 °C .
| Monzuno            | Mesi | Mesi | Mesi | Mesi | Mesi | Mesi | Mesi | Mesi | Mesi | Mesi | Mesi | Mesi | Stagioni | Stagioni | Stagioni | Stagioni | Anno |
| Monzuno            | Gen  | Feb  | Mar  | Apr  | Mag  | Giu  | Lug  | Ago  | Set  | Ott  | Nov  | Dic  | Inv      | Pri      | Est      | Aut      | Anno |
| ------------------ | ---- | ---- | ---- | ---- | ---- | ---- | ---- | ---- | ---- | ---- | ---- | ---- | -------- | -------- | -------- | -------- | ---- |
| T. max. media (°C) | 4,5  | 6,4  | 9,4  | 13,8 | 18,4 | 22,7 | 25,5 | 25,3 | 21,3 | 15,1 | 9,7  | 6,5  | 5,8      | 13,9     | 24,5     | 15,4     | 14,9 |
| T. min. media (°C) | −1,3 | −0,2 | 2,5  | 6,3  | 10,2 | 14,4 | 16,5 | 16,2 | 13,5 | 8,9  | 4,3  | 0,8  | −0,2     | 6,3      | 15,7     | 8,9      | 7,7  |